# Holochilus brasiliensis
Holochilus brasiliensis là một loài động vật có vú trong họ Cricetidae, bộ Gặm nhấm. Loài này được Desmarest mô tả năm 1819.